# Dynamine argyripa
Dynamine argyripa är en fjärilsart som beskrevs av D'almeida 1922. Dynamine argyripa ingår i släktet Dynamine och familjen praktfjärilar. Inga underarter finns listade i Catalogue of Life.